# Часначорр
Часначорр (саамск. — Гора Дятла) — горный массив, расположенный в западной части Хибин. Вторая по высоте вершина Хибин — 1189 м.

## География
Гора ограничивает бассейны долин Меридионального ручья с востока (соединяется с меридиональным хребтом Поачвумчорр), реки Кунийок и ручья Петрелиуса с запада. С севера отделена от горы Индивичвумчорр перевалом Южный Чоргорр, а на юго-западе смыкается с высочайшим плато Юдычвумчорр. На этой перемычке расположены наиболее труднопроходимые перевалы хибинских гор: Ферсмана и Крестовый. В северном цирке горы берет своё начало река Часнайок. Высшая точка — плато. Гора ограничена с севера, востока и на юге обрывистыми стенами.